# Sark
Sark (franceză Sercq; Sercquiais: Sèr) este o insulă mică situată în Marea Mânecii. Face parte din Insulele Canalului și aparține de Bailiwick-ul Guernsey. Insula este o zonă fără automobile, singurele vehicule fiind atelaje trase de cai, biciclete, tractoare și mici vehicole electirce sau motorete pentru persoanele în vârstă. Principalele industrii ale insulei sunt serviciile financiare și turismul.

## Geografie

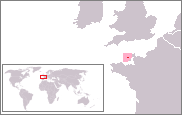
Poziția insulei pe Glob și față de Europa.

Sark este formată din două părți: Sark Mică (Little Sark) și Sark Mare (Greater Sark) unite printr-un istm numit La Coupée (tăietura) cu o lărgime de aproximativ trei metri, situat la aproximativ 90 m înălțime. În 1900 au fost construite bariere de protecție iar în 1945, cu ajutorul prizonierilor de război germani a fost construit peste istm un drum betonat.
Insula Brecqhou se află tot sub jurisdicția insulei Sark, fiind o insulă privată, deținută din 1993 de Sir David și Sir Frederick Barclay.

## Sistem Politic
Sark este considerat a fi ultimul regim feudal din Europa.

### Seniorul

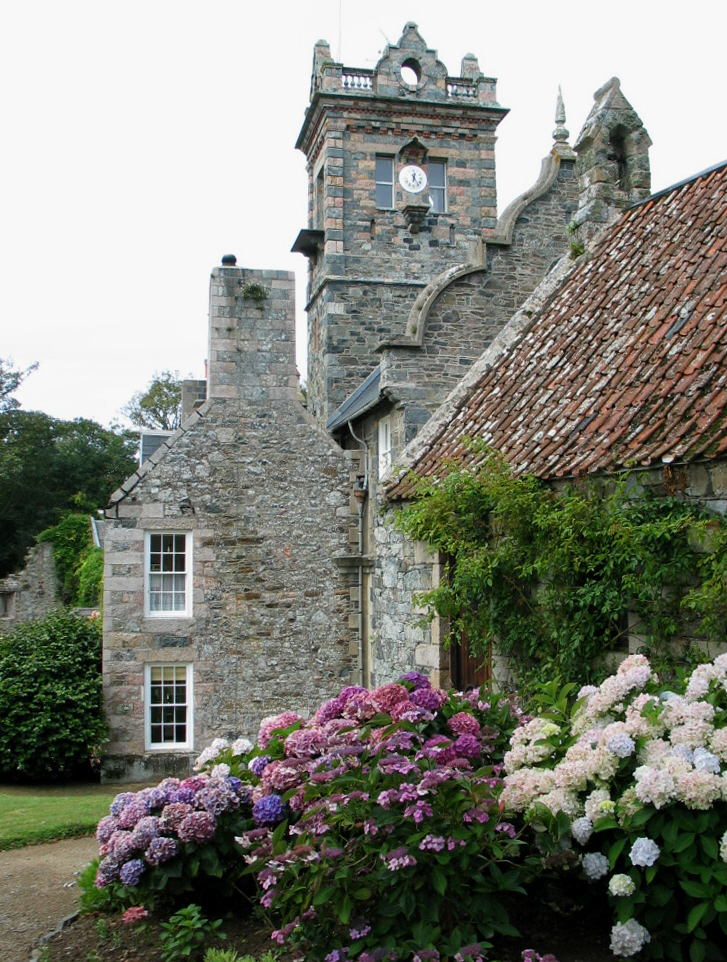
Reședința Seniorului Insulei Sark

Seniorul insulei Sark este șeful guvernului feudal al insulei. Din 1974 seniorul este John Michael Beaumont, cel de al 22-lea senior al insulei. Multe legi, în principal cele legate de moștenire și de puterile seniorului sunt neschimbate din 1565, din vremea reginei Elisabeta I-a a Angliei. Astfel, Seniorul este singura persoană de pe insulă autorizată să crească porumbei și să aibă cățele necastrate. De asemenea el este proprietarul tuturor resturilor lăsate de mare între flux și reflux.

### Tenant
Insula este divizată în 40 de parcele (feude), corespunzătoare celor 40 de famili care au colonizat-o. Fiecare parcelă se află în utilizarea unui tenant. Acestea sunt închiriate perpetuu de către Senior iar regulile de schimbare a proprietății sau moștenire sunt foarte stricte. De asemenea Seniorul a mai închiriat de-a lungul anilor alte proprietăți mai mici dar utilizatorii acestora au privilegii și drepturi mai reduse.

### Parlamentul
Parlamentul insulei Sark este numit în engleză Chief Pleas, în franceză Chefs Plaids și în limba sercquais Cheurs Pliaids. Membrii parlamentului sunt cei 40 de tenanți plus 12 deputați aleși prin sufragiu universal pe o durată de trei ani. Actualmente se desfășoară un proces de democratizare a sistemului parlamentar, ultima propunere fiind de introducere a unui parlament format din 24 membrii aleși.

## Istorie

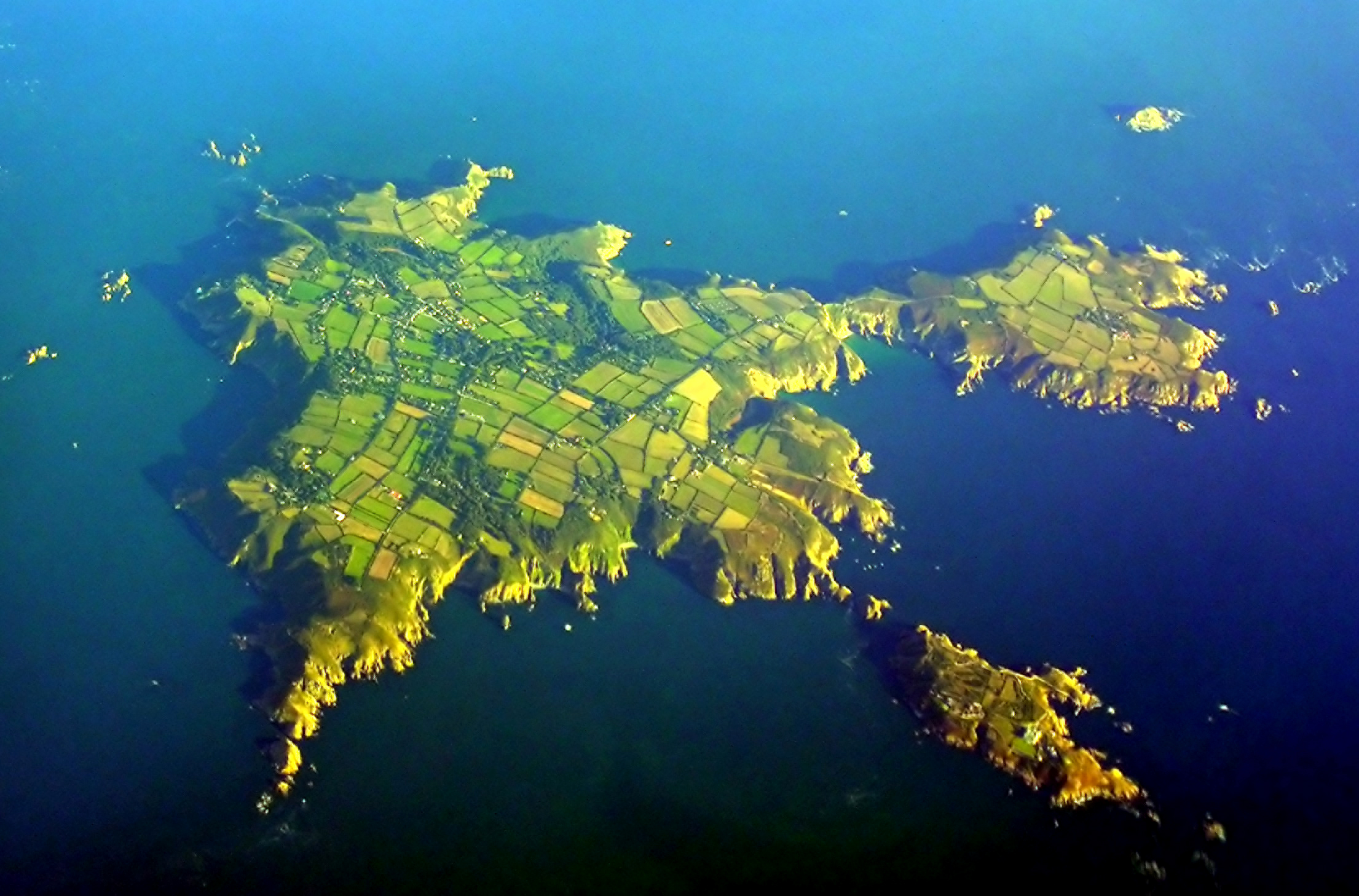
Vedere aeriană a Insulei Sark

Insula a fost pentru mult timp bază de operațiuni pentru pirați și stabiliment ale comunităților monastice. În Secolul XVI seniorul din Saint Ouen din Jersey a primit ordin să colonizeze insula pentru a împiedica activitățile piraților. Astfel 40 de familii s-au instalat, și insula a fost împărțită în cele 40 de feude.
În timpul celui de al doilea război mondial insuala a fost ocupată de Germania Nazistă între 1940-1945 iar în noaptea de 3 spre 4 octombrie 1942 pe insulă a avut loc o acțiune de comando a armatei britanice.
În 1991, un specialist francez în fizică nucleară, André Gardes, a încercat de unul singur să realizeze o invazie a insulei, inarmat cu o armă semi-automată. A fost arestat însă de către ofițerul de poliție al insulei în timp ce își reîncărca arma.

## Sercquiais
Sercquiais sau franceză de Sark (uneori în engleză Sarkese, în limba Sercquiais Serkyee) este un dialect al limbii normande vorbit în insula Sark. Este un dialect descendent al Jèrriais vorbită în Jersey, influențat puternic de dialectul dgèrnésiais vorbit în Guernsey. Cu toate că lexicul limbii este puternic influențat de limba engleză, dialectul sercquiais conține încă o serie de caracteristici pierdute din limba Jèrriais. Este încă vorbită de persoanele în vârstă de pe insulă, dar a suferit mult datorită numărului mare de englezi stabiliți pe insulă și neglijării ei de către oficialități.
În ianuarie 2011, asociația IDA („International Dark Sky Association”) a numit insula Sark prima insulă dark sky („cer negru”) din lume.